# 張文澐
張文澐（1471年—？），字公素，浙江紹興府上虞縣人，民籍，明朝政治人物、進士出身。

## 生平
弘治十四年（1501年）辛酉科浙江鄉試第五十三名。正德六年（1511年），登第三甲第十六名進士。
曾祖父張輝；祖父張鉞；父親張璁，封工部主事。母黃氏(贈安人）；繼母胡氏。慈侍下。兄张文源、张文渊（兵部主事）。